# InterRegio
InterRegio es una denominación ferroviaria que designa a una categoría de trenes que prestan servicio en diferentes países europeos. Este tipo de tren realiza servicios rápidos para comunicar diferentes regiones, teniendo más paradas asignadas que un tren InterCity, y un tiempo de viaje ligeramente superior a estos.

## Alemania
Los trenes InterRegio prestaron servicio en Alemania entre 1988 y 2003, año en el que fueron reemplazados por otros servicios de DB como el InterCity o el derivado de los InterRegio, el IRE (Interregio-Express), aunque generalmente estos servicios realizan trayectos de corta distancia.

## Bélgica
En Bélgica los InterRegio prestan un servicio más lento que los InterCity, parando en más estaciones y realizando un trayecto menor que ellos, aunque superando los recorridos que realizan los trenes que prestan servicios regionales y locales o de cercanías. Se caracterizan por tener salidas frecuentes cada hora o cada dos horas. 

## Dinamarca
En la década de los 90 se introdujeron en Dinamarca estos servicios por parte de los ferrocarriles daneses (DSB). Constituyeron una alternativa a los trenes InterCity, debido a que no es necesaria la reserva de asiento para poder viajar en ellos. Sólo prestan servicio los viernes y domingos porque esos días son cuando viajan más usuarios en los trenes, y además, paran en menos estaciones que los InterCity, con lo que difiere del concepto de InterRegio. No existe un material específico para realizar estos servicios.

## Hungría
Los servicios InterRegio fueron introducidos en Hungría en el cambio de horarios de diciembre de 2009, y cumplen una función de trenes regionales, aunque también prestan servicio de ámbito nacional. Estos servicios son prestados por automotores específicos para este fin.

## Polonia
Los trenes InterRegio fueron incorporados en la primavera de 2009 en Polonia por PKP Przewozy Regionalne, una filial de PKP (Ferrocarriles Polacos).

Los trenes IR (InterRegio) tienen la primera y la segunda clase, y con tarifas inferiores a los InterCity. Al principio, los IR sólo operaban en rutas concretas los viernes y domingos, aunque desde junio de 2009 se añadieron más trayectos, algunos de las cuales operan de forma diaria, e incluso añadiéndose rutas específicas para estudiantes. 

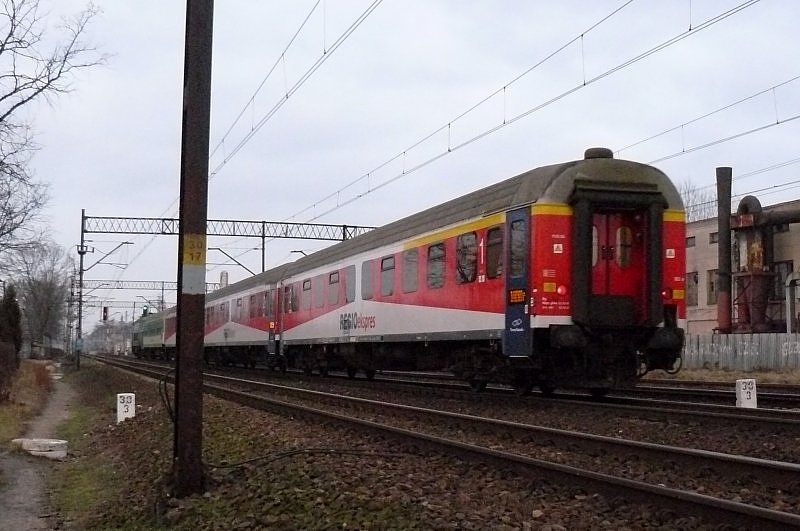
Un coche de 1ª y 2ª clase de la compañía regioexpress grupo pkp

## Suiza

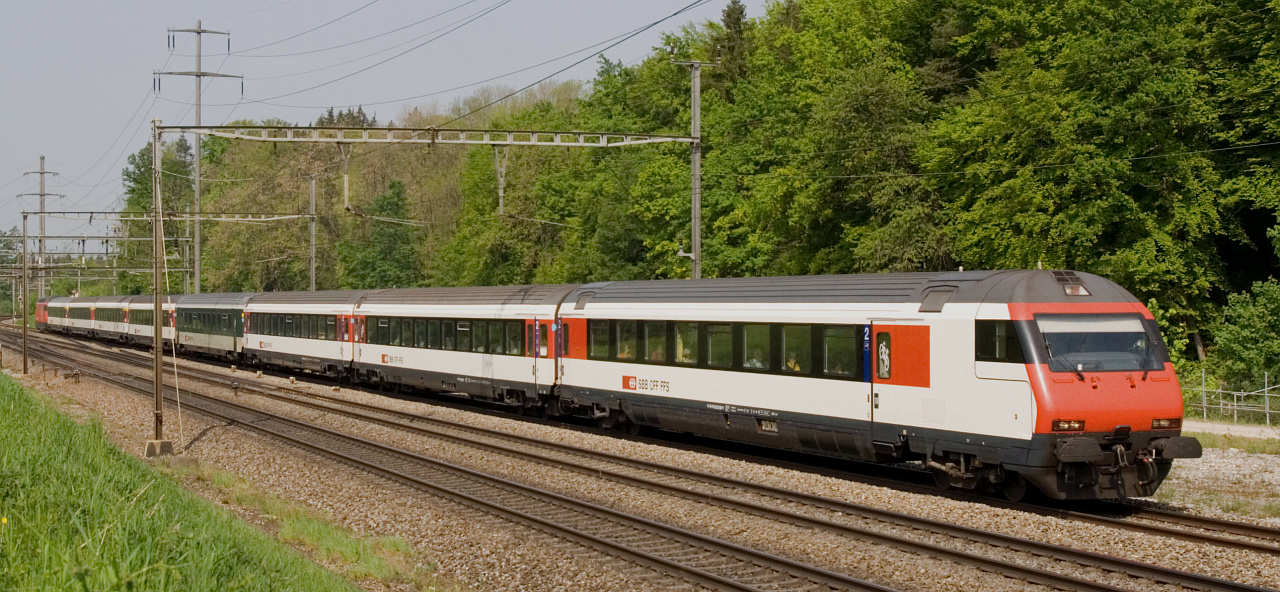
InterRegio en Suiza.

Este tipo de trenes fueron introducidos en Suiza en 1997, reemplazando a otras categorías de trenes, para unificar servicios.
A día de hoy, este tipo de servicios se han convertido muy comunes en Suiza, teniendo las características de un tren de larga distancia, con más paradas que un Intercity y estando en una posición inferior a estos, pero superior a los RegioExpress. Su lema es Rápidamente de una región a otra. En varias rutas, estos servicios se intercalan con los trenes InterCity o ICN, y suelen tener una frecuencia cadenciada de un tren cada hora.

## Equivalencia
Actualmente en España no existe ningún servicio ferroviario denominado InterRegio, pero el actual enfoque que tienen los nuevos Intercity de Renfe desde su incorporación en el cambio de horarios de junio de 2012 se asemeja en bastantes aspectos con el concepto de InterRegio, puesto que son trenes que generalmente atraviesan dos o más regiones, con un número de paradas inferior a los Regionales, pero mayor que los trenes de larga distancia como son el Alvia, el Arco o el Alaris, llegando a tener en algunos casos tiempos de viaje similares a estos servicios.